# いのまたむつみ
いのまた むつみ（1960年12月23日 - 2024年3月10日）は、日本の女性イラストレーター、アニメーター、漫画家。神奈川県出身。愛称は「むっち」。

## 略歴
アニメファンで、高校時代から東映動画の仕上をするマキプロダクションで、セル画の仕上げのアルバイトを行なう。

### アニメーター時代
神奈川県立白山高等学校卒業後、1979年にマキプロダクション社長の紹介で、大島りえとともにアニメ制作会社・葦プロダクションに入社。『くじらのホセフィーナ』第14話「教室にきたコウノトリ」で動画を担当し、アニメーターとしてデビューする。その後『宇宙戦士バルディオス』『戦国魔神ゴーショーグン』などのアニメの原画を担当、キャラクター作りの才能が認められ、キャラクターデザイナーにまで抜擢される。
1982年、葦プロダクションの若手スタッフが独立し、カナメプロダクションを設立し移籍。『魔境伝説アクロバンチ』『プラレス3四郎』などのキャラクターデザインでアニメファンに人気を博し、徳間書店から1983年に創刊された『ザ・モーションコミック』誌では漫画家としてもデビューを果たす。
1984年夏にカナメプロからは退社するもフリーのスタッフとして参加は続け、オリジナルビデオアニメ『幻夢戦記レダ』『ウインダリア』のキャラクターデザイン・作画監督などを担当した。

### イラストレーター時代
仕事で関わった脚本家の藤川桂介の小説『宇宙皇子』シリーズのイラストを1984年から担当し、これがイラストレーターに仕事の軸足を移す契機となった。その後、小説『風の大陸』などのイラストを担当。
その他、テレビゲーム『テイルズ オブ』シリーズや、アニメ『ブレンパワード』のキャラクターデザインなどを担当するなど、長きにわたって著名なイラストレーターとして活躍した。

### 死去
2024年3月10日に死去したことが同年3月18日にいのまたの妹によって伝えられた。63歳没。
同年6月28日から30日まで、吉祥寺にあるGALLERY ZENONにて、ファンから献花を受け付けるお別れの会「いのまたむつみさん ありがとうの会」が開催された。会場では原画などの展示のほか、2019年8月に刊行された40周年記念画集と版画のセットが限定発売され、また併設のカフェではいのまたが好んだミルクティーなどが提供された。
同年8月21日、『Sanctuary いのまたむつみ画業40周年記念画集』がパイ インターナショナルから復刊発売された。

## 人物
- アナログでの表現を主とするイラストレーター。目が大きいキャラクターを多く描く。少女漫画のような繊細さと独特の線の細さを持ち、業界の内外にファンを持つ。
- 絵の何処かしらに「Mutsumi.I」のサインが書かれている。
- 『鉄拳』の風間仁のような筋肉系のキャラクターが好きで特に「割れた腹筋が大好物」とのこと。しかし、自身の絵柄から発注が来るのは圧倒的に「線の細い美形」が多いため、それに対する不満を述べていたこともある。高千穂遙の小説「黄金のアポロ」が文庫化される際、編集者から「いのまたが筋肉を描きたがっている」と伝え聞いた高千穂はいのまたに依頼[10]。筋骨隆々の男性が描かれた表紙が仕上がった[11]。一方、自動車やロボットなどの固いものを描くのは苦手だと語っている[12]。

## エピソード
- 1987年10月16日、『Bad World Tour』で来日公演を行っていたマイケル・ジャクソンが京都の書店で見つけたいのまたの『宇宙皇子』の画集を気に入り、マイケル本人の希望により対面を果たしている。「画集のどの部分に惹かれたか」の質問に対して、マイケルは「色の使い方が新鮮」との感想を述べた[13]。このことがあり、2009年6月25日にマイケルが亡くなった時にはいのまたは公式ブログで「ご冥福をお祈りします」「ビリージーンとか好きだったなあ」とコメントしている[14]。
- アーケードゲーム『バーチャファイター2』のキャラクターが好きで、仕事をサボって朝から晩までゲームセンターにいた時期が1年近くあったという。また筐体を購入し、所持しているという[15][16]。
- 『ブレンパワード』のキャラクターデザインを担当した際、富野由悠季から目を小さく描くようにと指示された事があった[17]。

## 書籍

### 漫画
- GBボンバー（徳間書店〈モーションコミックス〉、1984年） - ゲートボールのスポ根
- パートタイム戦士HIKARI（秋田書店〈ホラーコミックススペシャル〉、1991年、ISBN 4253127452）  - 原作と単行本カバーイラストを担当、本編作画は萩原薫
- にゃおんのおはなし（徳間書店〈アニメージュ文庫〉、1992年、ISBN 4196696538） - 愛猫を描いたエッセイ

### 画集
- いのまたむつみ LOVELY COLLECTION（近代映画社、1984年）
- 幻夢戦記レダ イラスト＆原画集（近代映画社、1985年）
- いのまたむつみ画 集宇宙皇子（角川書店、1987年、ISBN 4048520636）
- 月の聲 星の夢 : いのまたむつみ画集（富士見書房、1989年、ISBN 4829191015）
- いのまたむつみ画集 宇宙皇子II（角川書店、1993年、ISBN 404852366X）
- UN BALLO IN MASCHERA 「風の大陸」画集（富士見書房、1991年、ISBN 4829191082）
- いのまたむつみイラスト集 みかんSTORY（学研〈Gakken Mook〉、1993年）
- DRAGON QUEST : いのまたむつみ画集（エニックス、1994年、ISBN 4870257513）
- ECCELLENTE : いのまたむつみ画集（富士見書房、1995年、ISBN 4829191155）
- 彩-SAI- : いのまたむつみ画集（富士見書房〈ドラゴンマガジンスペシャル〉、1998年、ISBN 4829191228）
- Tales : Tales of destiny 2・Tales of destiny・Tales of eternia : いのまたむつみ画集（エンターブレイン、2005年、ISBN 4-7577-1964-7）
- いのまたむつみ画集 テイルズオブ 2004-2015（キュービスト〈BANDAI NAMCO Entertainment Books〉、2015年、ISBN 978-4902372526）
- 「テイルズ オブ」シリーズ the 20th anniversary いのまたむつみのキャラクター仕事（一迅社、2015年、ISBN 978-4758014519）
- Sanctuary いのまたむつみ画業40周年記念画集（復刊ドットコム、2019年、ISBN 978-4835456942 / パイ インターナショナル、2024年8月21日[9]）
- いのまたむつみ画集 MIA（Gakken、2025年、ISBN 978-4054070417）

### CD-ROM画集
- いのまたむつみイラストレーションズ（光栄[18]、1995年）
- いのまたむつみ イラストレーションズ hades（バンダイ・ビジュアル、1997年）

## 関連作品

### 挿絵・イラスト

#### 小説
- 小説ドラゴンクエスト（I-III:高屋敷英夫、IV-VI:久美沙織、VII：土門弘幸著／エニックス文庫・スクウェア・エニックス）
- ドラゴンクエスト 精霊ルビス伝説（久美沙織著／スクウェア・エニックス）
- 幻夢戦記レダ（菊地秀行著／講談社X文庫）
- 黄金のアポロ（高千穂遙著／角川書店→角川文庫）
- ウィンダリア 童話めいた戦史（藤川桂介著／角川文庫）
- 宇宙皇子（藤川桂介著／カドカワノベルズ・角川文庫）
- 風の大陸（竹河聖著／富士見ファンタジア文庫）
- 新世紀GPXサイバーフォーミュラSAGA（福田己津央著／スーパークエスト文庫）
- 古代幻視行 姫巫女（武上純希著／角川スニーカー文庫）
  - 古代幻視行 此花咲夜（武上純希著／角川スニーカー文庫）
- 幼媛（ちいさひめ）（武上純希著／カドカワノベルズ）
- 静 幻夢義経記（武上純希著／角川スニーカー文庫）
- 辰子姫 人竜幻想（武上純希著／角川スニーカー文庫）
- エイリアン刑事（大原まり子著／ソノラマノベルス）
- グッドバイ・ロリポップ（松村光生著／ハヤカワ文庫JA）
- 伊栗慎太郎事件ファイル わが母の教え給いし歌（松村光生著／ハヤカワ文庫JA）
- さらば銀河（栗本薫著／角川ノベルズ）
- レダ（栗本薫著／ハヤカワ文庫JA）
- KLAN（田中芳樹ほか著／集英社スーパーダッシュ文庫）
- 暁の女神ヤクシー（小林めぐみ著／角川スニーカー文庫）
- アナベル・クレセントムーン（中井紀夫著／電撃文庫）
- アレクシオン・サーガ（五代ゆう著／HJ文庫）
- 虚船（松浦秀昭著／ソノラマ文庫）
- 幻の将軍（河原よしえ著／EXノベルズ）
- KZ少年少女ゼミナール（藤本ひとみ著／コバルト文庫）
- 女神降臨剣（榎木洋子著／小学館キャンバス文庫）
- 出雲神霊記（六道慧著／ソノラマ文庫）
- 緋牡丹警察2‐0（鳴海丈著／アニメージュ文庫）

ほか多数

#### その他
- CDシアター ドラゴンクエスト（I、III - VI付属ブックレットカバーイラスト、キャラクターデザイン）
- 真・女神転生IV（コラボレーションイラスト）
- テクノポリス表紙（徳間書店インターメディア、1992年 - 1994年）
- 角川まんが学習シリーズ 日本の歴史7 戦国大名の登場 室町時代中期〜戦国時代（KADOKAWA、2015年6月30日） - カバー・表紙[19]（本編漫画は藤森ゆゆ缶）
- にじさんじ（弦月藤士郎）

### アニメ
「※」は「猪又むつみ」名義。
- くじらのホセフィーナ（作画）※
- ずっこけナイトドンデラマンチャ（作画）※
- 宇宙戦士バルディオス（作画）※
  - 劇場版宇宙戦士バルディオス（原画）
- 戦国魔神ゴーショーグン（作画監督・原画）
- 学園特捜ヒカルオン（原画）
- さすがの猿飛（作画監督）
- 幻夢戦記レダ（キャラクターデザイン・作画監督）
- ウインダリア（キャラクターデザイン・作画監督）
- 魔境伝説アクロバンチ（キャラクターデザイン・作画監督）
- プラレス3四郎（キャラクターデザイン・作画監督）
- うる星やつら（原画）
- BIRTH（アニメーションコーディネーター）
- ワット・ポーとぼくらのお話（キャラクターデザイン）
- シティーハンター（作画監督）
  - シティーハンター2（作画監督）

### キャラクターデザイン

#### アニメ
- 宇宙皇子（キャラクターデザイン）
- 風の大陸（キャラクター原案）
- 機動戦士ガンダムSEED（デザイン協力）
  - 機動戦士ガンダムSEED DESTINY（デザイン協力）
- 新世紀GPXサイバーフォーミュラ（キャラクター原案）
- デルパワーX 爆発みらくる元気!!（キャラクターデザイン）
- ブレンパワード（キャラクター原案）
- 舞-HiME（制服デザイン原案）
- セイクリッドセブン（キャラクター原案・ED2イラスト）

#### ゲーム
- アルファ（スクウェア、1986年） - パッケージイラスト及び広告イラストを担当
- アークス・オデッセイ（ウルフ・チーム、1991年） - パッケージイラスト
  - アークス・スピリッツ（サミー、1993年） - パッケージイラスト ※『アークス・オデッセイ』のスーパーファミコン移植版
- 闇の血族 〜遥かなる記憶〜（ナグザット、1993年）キャラクターデザイン
- 英語学習ソフト「EMIT」Vol.1〜時の迷子〜（光栄、1994年）
  - 英語学習ソフト「EMIT」Vol.2〜命がけの旅〜（光栄、1994年）
  - 英語学習ソフト「EMIT」Vol.3〜私にさよならを〜（光栄、1994年）
- サージングオーラ（1995年）
- テイルズ オブ シリーズ（ナムコ〈後のバンダイナムコエンターテインメント〉） - キャラクターデザイン
  - テイルズ オブ デスティニー（1997年）
  - テイルズ オブ エターニア（2000年）
  - テイルズ オブ デスティニー2（2002年）
  - テイルズ オブ タクティクス（2004年）
  - テイルズ オブ リバース（2004年）
  - テイルズ オブ ブレイカー（2005年）
  - テイルズ オブ エターニア オンライン（2006年）
  - テイルズ オブ ザ テンペスト（2006年）
  - テイルズ オブ イノセンス（2007年）
  - テイルズ オブ ハーツ（2008年）
  - テイルズ オブ グレイセス（2009年）
  - テイルズ オブ エクシリア（2011年）
  - テイルズ オブ エクシリア2（2012年）
  - テイルズ オブ ゼスティリア（2015年）
  - テイルズ オブ ベルセリア（2016年）
  - テイルズ オブ ザ レイズ（2019年）
  - テイルズ オブ クレストリア（2020年）
- BBボール（ミコット・エンド・バサラ、2004年） - キャラクターデザイン
- 鉄拳5 PlayStation 2版（ナムコ、2005年） - 凌暁雨（リン・シャオユウ）・風間仁のエクストラコスチュームのデザイン
  - 鉄拳6 PlayStation 3版、Xbox 360版、PlayStation Portable版（バンダイナムコゲームス、2009年・2010年） - ザフィーナのエクストラコスチュームのデザイン
- ダンジョン オブ ウインダリア（コンパイルハート、2008年）
- 二世の契り（オトメイト、2010年） - キャラクターデザイン
  - 二世の契り 想い出の先へ（オトメイト、2011年）

#### 特撮
- 電脳警察サイバーコップ（ルナ・デザイン）